# C. A. Steinheil & Söhne

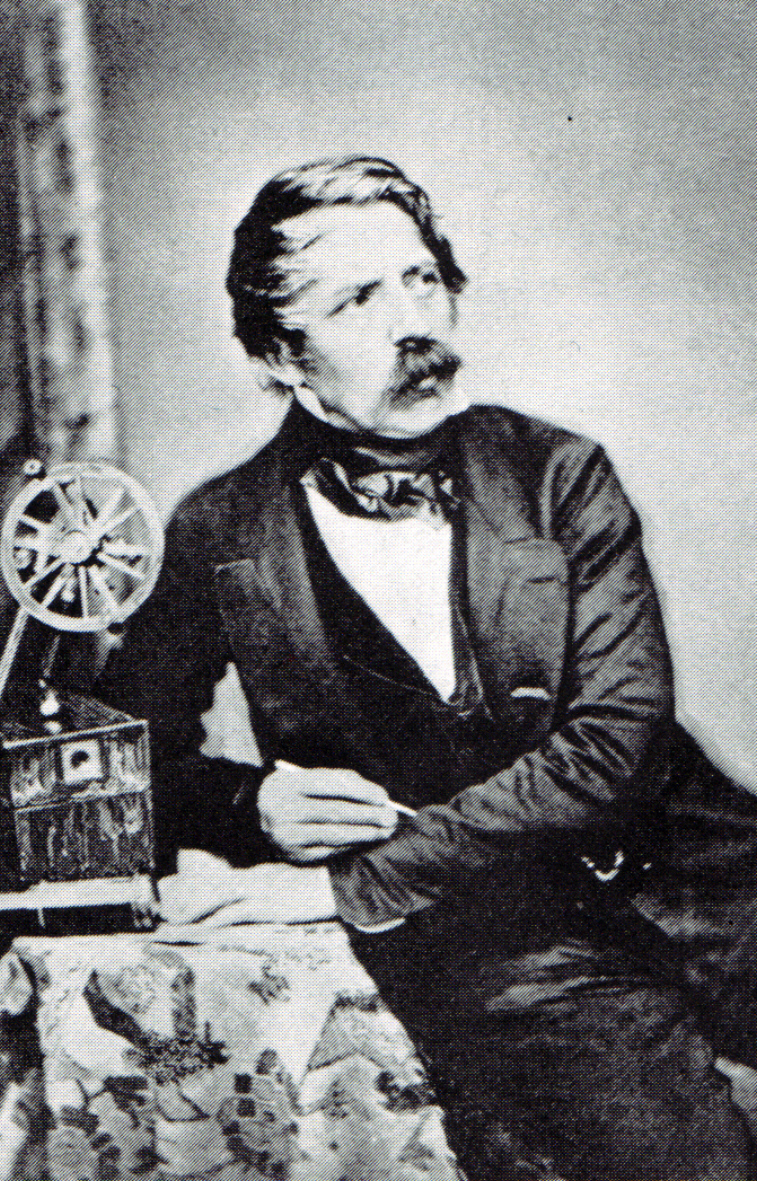
Carl August von Steinheil, etwa 1857

C. A. Steinheil Söhne war ein in München ansässiges Unternehmen der optischen Industrie, das astronomische Teleskope, Kameraobjektive und andere optische Geräte herstellte. Das Unternehmen wurde 1855 von Carl August von Steinheil gegründet und existierte bis 1995.

## Geschichte und Erfindungen

### Vor der Gründung
Carl August von Steinheil hatte u. a. bei Friedrich Wilhelm Bessel in Königsberg Astronomie studiert und wurde dadurch zur Konstruktion verschiedener Messinstrumente angeregt. In seiner Stellung als Konservator der mathematisch-physikalischen Sammlung („bayerischer Landesphysiker“) widmete sich Steinheil dem Bau großer Teleskope (siehe auch Riesenteleskope). Unter anderem erfand er eine damals entscheidende neue Verspiegelungsmethode, die dem Siegeszug großer Spiegelteleskope im Bereich der professionellen Astronomie den Weg bahnte.

### Das Familienunternehmen (1855–1962)
1855 kam Steinheil einem persönlichen Wunsch des bayrischen Königs Max II. nach und gründete eine optische Werkstätte in Schwabing, die spätere Optisch-astronomische Anstalt C. A. Steinheil & Söhne.

Er wurde dabei von seinem Sohn Hugo Adolph Steinheil unterstützt.
1860 trat auch sein zweiter Sohn Eduard Steinheil (1830–1878) in die Firma ein. Der Betrieb war zeitweise im Schloss Suresnes ansässig. Das Interesse an der Fotometrie verband C. A. Steinheil mit Ludwig Seidel, der auch nach dem Tode des Gründers als wissenschaftlicher Berater des Unternehmens fungierte.
Im Jahr 1862 übernahm der Sohn des Gründers, Hugo Adolph Steinheil die Leitung. Im selben Jahr bringt Steinheil das Periskop heraus, das erste symmetrische Kameraobjektiv. In diese Zeit fällt auch die Erfindung des Aplanaten mit einer Lichtstärke von 1:7 (1868). 1871 folgt der Weitwinkel-Aplanat, die erste photographische Linse zum Kopieren von Bildern. Als Vorläufer der späteren Anastigmaten kommt 1881 der Antiplanat hinzu.
Um 1890 übernahm Rudolf Steinheil (1865–1930), Sohn von Hugo Adolph, die Leitung des Unternehmens.
1893 wird der Orthostigmat konstruiert, ein symmetrischer, verkitteter Anastigmat (Lichtstärke 1:6,8). Der symmetrische, nicht verkittete Anastigmat Unofocal ist 1903 die nächste wichtige Entwicklung. Mit dem Triplar bringt Steinheil dann 1908 eine vergleichsweise lichtstarke Portraitlinse heraus (Lichtstärke 1:3,8); die in den 1920er Jahren verkauften Triplets Cassar haben dann bereits Lichtstärken von bis zu 1:3,5 – für Filmkameras sogar bis zu 1:2,5.
Im Laufe der Zeit wurden die bisherigen Produktionslinien (astronomische, spektrografische und fotografische Optik) um die Herstellung optischen Glases ergänzt. Steilheil war so in der Lage, sich den besonderen Herausforderungen für lichtstarke Kamera- und astronomische Großobjektive widmen zu können. Nach seinem Studium arbeitete der später weit bekannte Optik-Konstrukteur Heinrich Erfle von 1907 bis 1909 bei Steinheil.
Ende der 1930er Jahre wurde das Unternehmen in Optische Werke C. A. Steinheil Söhne GmbH umbenannt. Das Unternehmen wurde dann – wie in der optischen Industrie häufig – als Familienunternehmen weiter geführt.
Seit Herbst 1939 produzierte Steinheil in der österreichischen Gemeinde Lustenau Zielgeräte für Kampfflugzeuge. Der Betrieb beschäftigte dort seit dem Frühjahr 1942 bis 1945 Zwangsarbeiter aus einem in der Gemeinde errichteten Lager.

### Wechselvolle Geschichte bis zum Ende 1995
1962 wurde Steinheil an die Firma Elgeet in Rochester (New York) verkauft. Zwei Jahre später fand ein weiterer Verkauf an Lear Siegler in Santa Monica (Kalifornien). Das Unternehmen am Standort Ismaning hieß dann unter seinem Alleinvorstand Herbert W. Dähn (* 1922 in Hamburg und tätig als Handelsrichter am Landgericht München) Steinheil-Lear Siegler AG. Es wurde 1987 für 17 Mio. Pfund von British Aerospace übernommen. und 1988 als "Steinheil" Optronik GmbH mit einem Stammkapital von 4 Mio. DM in das Handelsregister München (HRB83302) eingetragen. Anfang der 1990er Jahre hatte Steinheil Optronik etwa 500 Beschäftigte.
1995 wurde Steinheil Optronik weitgehend geschlossen bzw. aufgelöst. Das Geschäft mit konventionellen optischen Sichtgeräten ging an Atlas Elektronik, ein Unternehmen der Bremer-Vulkan-Gruppe.
Das von einer Hamburger Niederlassung aus betriebene Geschäft mit Gyroskopen wurde von der Rellinger Autoflug GmbH & Co übernommen. Einige Mitarbeiter machten sich vor Ort in Ismaning selbstständig.

Die optische Wellenmesstechnik wurde von Jenoptik übernommen.
2019 erwarb Fabian Knorr, direkter Nachfahre von Carl August von Steinheil die Markenrechte von Jenoptik zurück. Im Anschluss wurde die Steinheil Optics KG mit Sitz in München gegründet.

## Produkte

### Astronomische Geräte

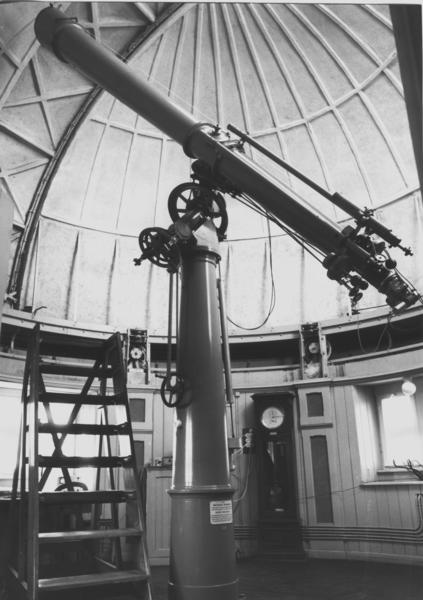
6-Zoll-Refraktor der Mannheimer Sternwarte, gebaut 1859
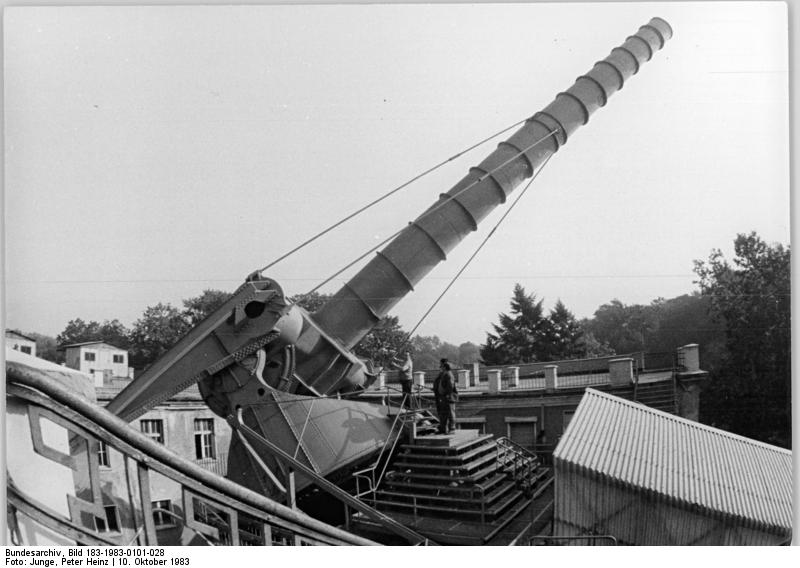
Für das „Riesenfernrohr“ der Sternwarte Treptow lieferte Steinheil das Objektiv (680 mm, f/31)
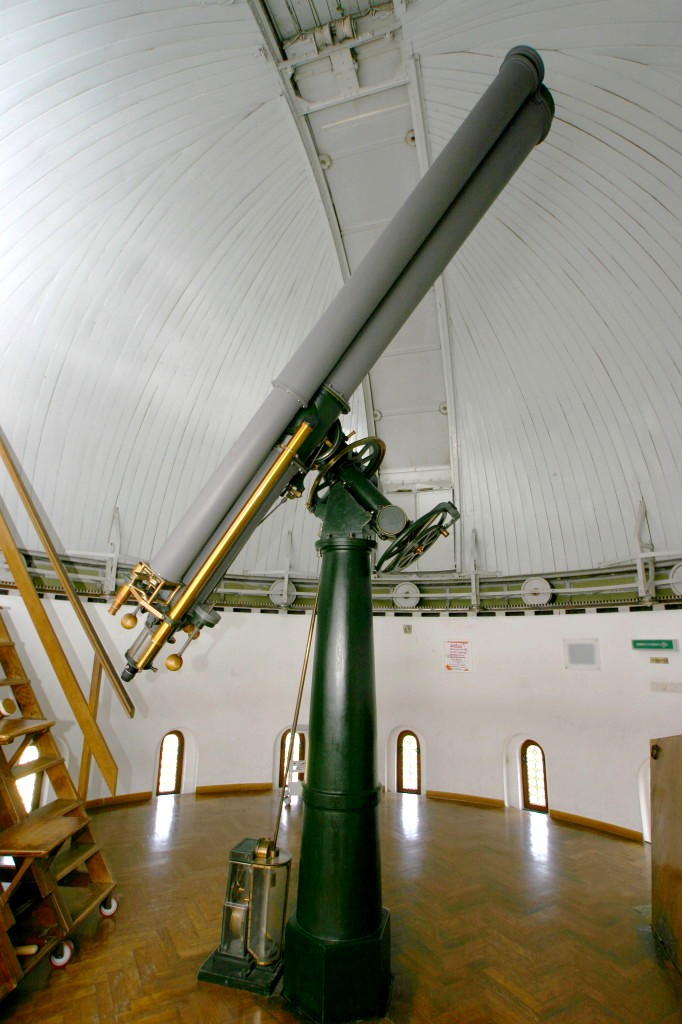
Großer Refraktor der Kuffner Sternwarte (drittgrößter Refraktor Österreichs) mit Steinheil Objektiv (270 mm, f/13, 1884–86)
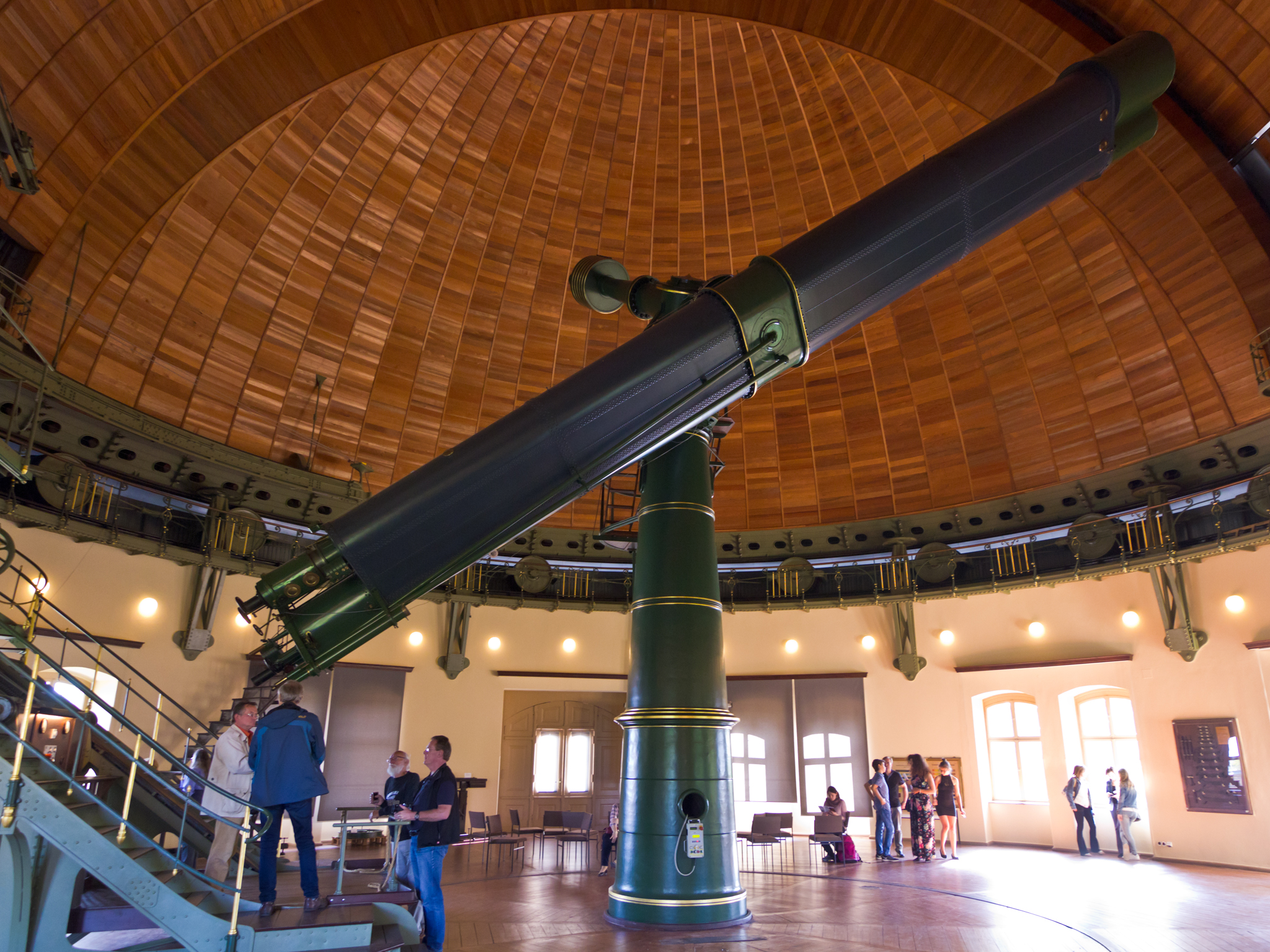
Großer Refraktor des Astrophysikalischen Instituts Potsdam, Doppelrefraktor mit 50 und 80 cm-Öffnung (1899)
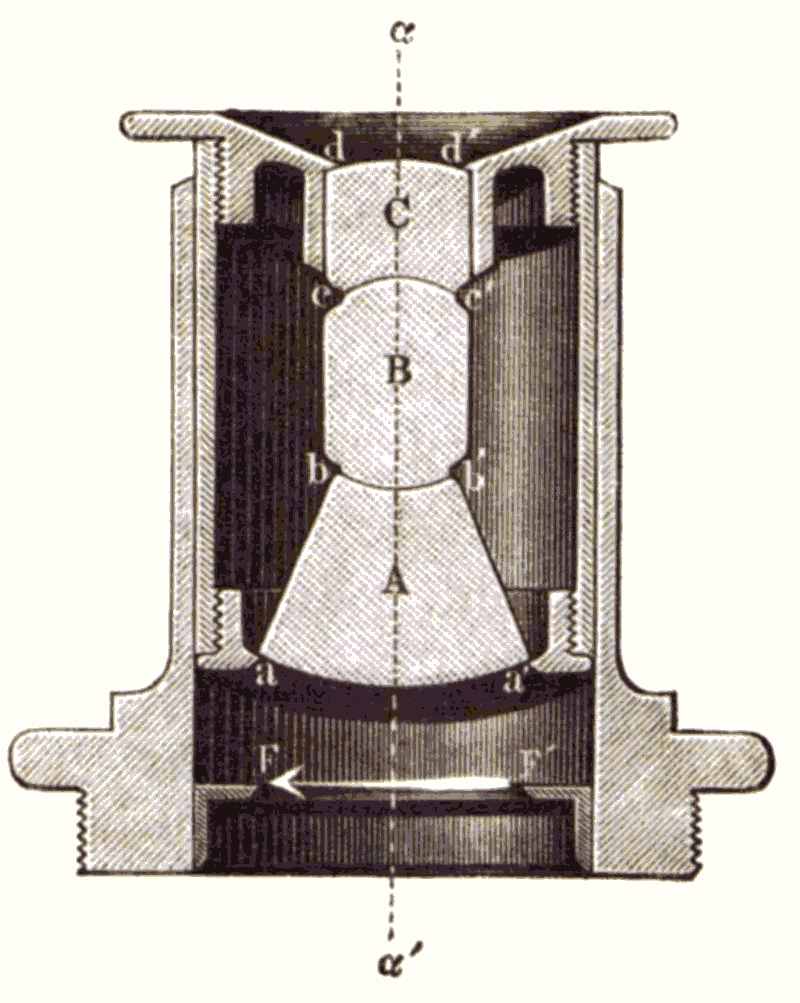
Monozentisches Okular von Steinheil (Version von 1880)
- Großer Refraktor der historischen Sternwarte der Universität Innsbruck mit 160 cm Brennweite und 10,8 cm Öffnung

Die bedeutende Stellung der Firma Steilheil für den Bau großer Forschungsteleskope in der zweiten Hälfte des 19. Jahrhunderts beruht nicht unwesentlich auf der Erfindung eines Objektiv-Typs für Linsenfernrohre (Refraktoren), den Steinheil-Typ.

Wie der Fraunhofer-Typ ist das Steinheil-Objektiv ein Achromat, d. h. die chromatische Aberration ist für zwei Wellenlängen korrigiert. Die Anordnung der Linsen ist aber anders als beim Fraunhofer-Objektiv.
Als feldseitiges Element dient eine negative Flintglas-Linse, der eine positive Kronglas-Linse folgt. Ein enger Luftspalt trennt die beiden Linsen. Die Innenradien der Linsen sind stärker gekrümmt als beim Fraunhofer-Objektiv.
Um Zonenfehler zu vermeiden, wird eine Fläche per Hand retuschiert. Dies bedingt, dass die Lage der Linsen zueinander nicht verändert werden darf. Derzeit bietet der russische Hersteller TAL seine Refraktoren mit der Steinheil-Linsenanordnung an.
Als um die Wende zum 20. Jahrhundert zahlreiche neue Sternwarten gegründet wurden, war Steinheil insbesondere bei mittelgroßen Instrumenten ein wichtiger Lieferant und für seine hohe Qualität anerkannt. Vielfach sind diese Instrumente bis heute erfolgreich im Einsatz, u. a. an der Universitätssternwarte Graz und bei zahlreichen deutschen Volkssternwarten. Auch in Kreisen der Hobbyastronomen sind noch verschiedene Linsenteleskope in Gebrauch, u. a. exzellente Halbapochromate aus der Zeit um 1900.
Von den astronomischen Großgeräten sind insbesondere zu erwähnen:
- die zwei Objektive von 1899 für den Doppelrefraktor von 50 cm bzw. 80 cm Durchmesser des Astrophysikalischen Instituts Potsdam (gegründet 1874)[15],
- das Objektiv für den 68-cm-Refraktor der Sternwarte Treptow
- und die Doppelobjektive der Sternwarte Hamburg-Bergedorf (visuell und fotografisch je 60 cm).

Historische Prüfprotokolle dokumentieren jedoch auch, dass selbst für die Firma Steinheil die größten produzierten Objektive – etwa das Potsdamer 80 cm-Objektiv – nicht mehr wirklich zufriedenstellend zu bewältigen waren.
Gerade für die visuelle Astronomie sind nicht nur die Objektive der Teleskope wichtig, sondern auch die Okulare. Steinheil erfand 1880 das monozentrische Okular, das mit einem verkitteten Triplett ausgestattet ist. Steinheil produzierte auch Okulare für militärische Zieleinrichtungen.

### Objektive

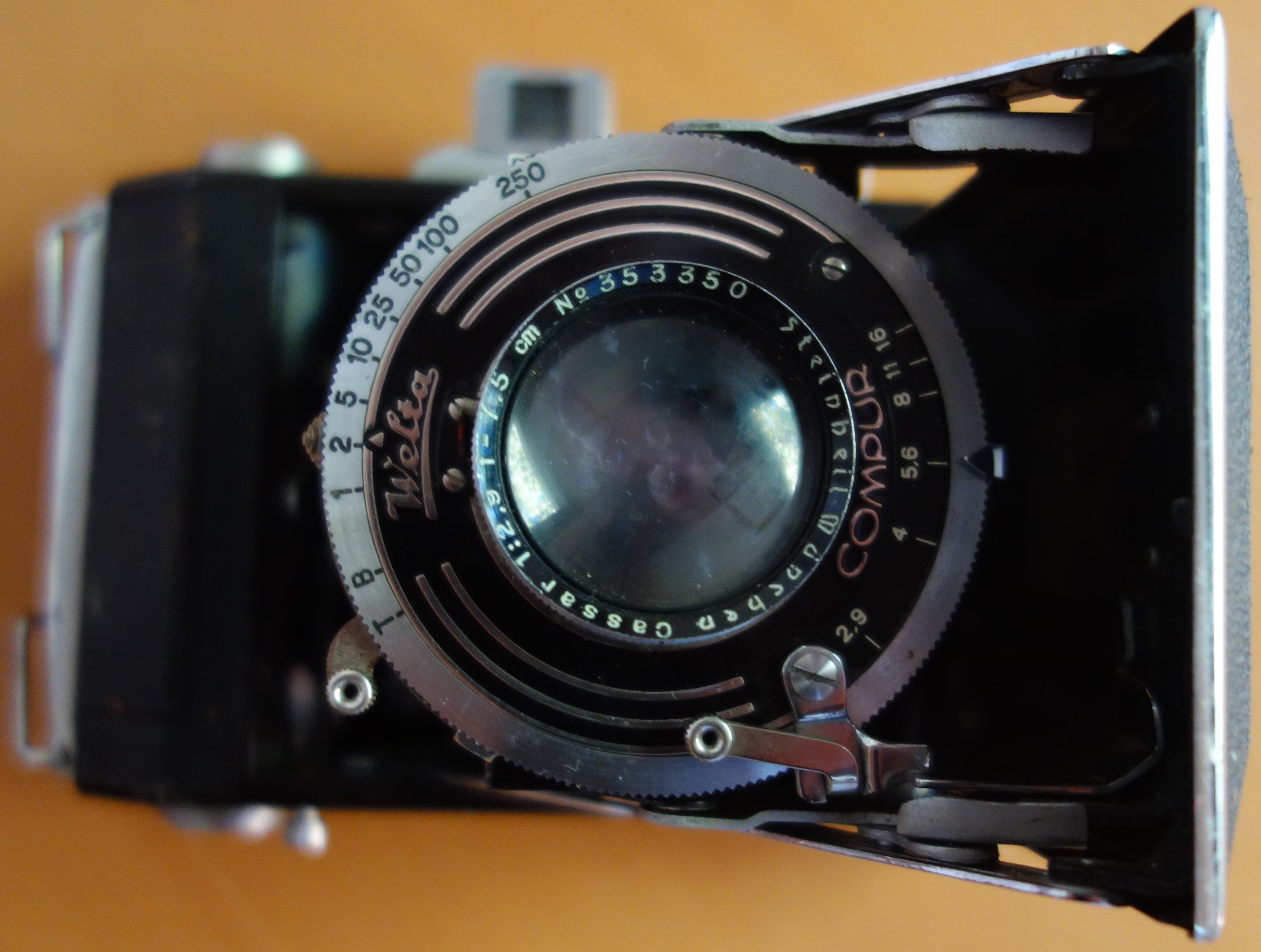
Cassar 1:2,9/1-7,5 cm Objektiv an einer Welta mit Compur-Verschluss
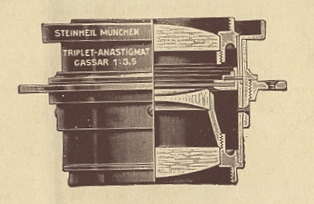
Triplet-Anastigmat Cassar 1:3,5
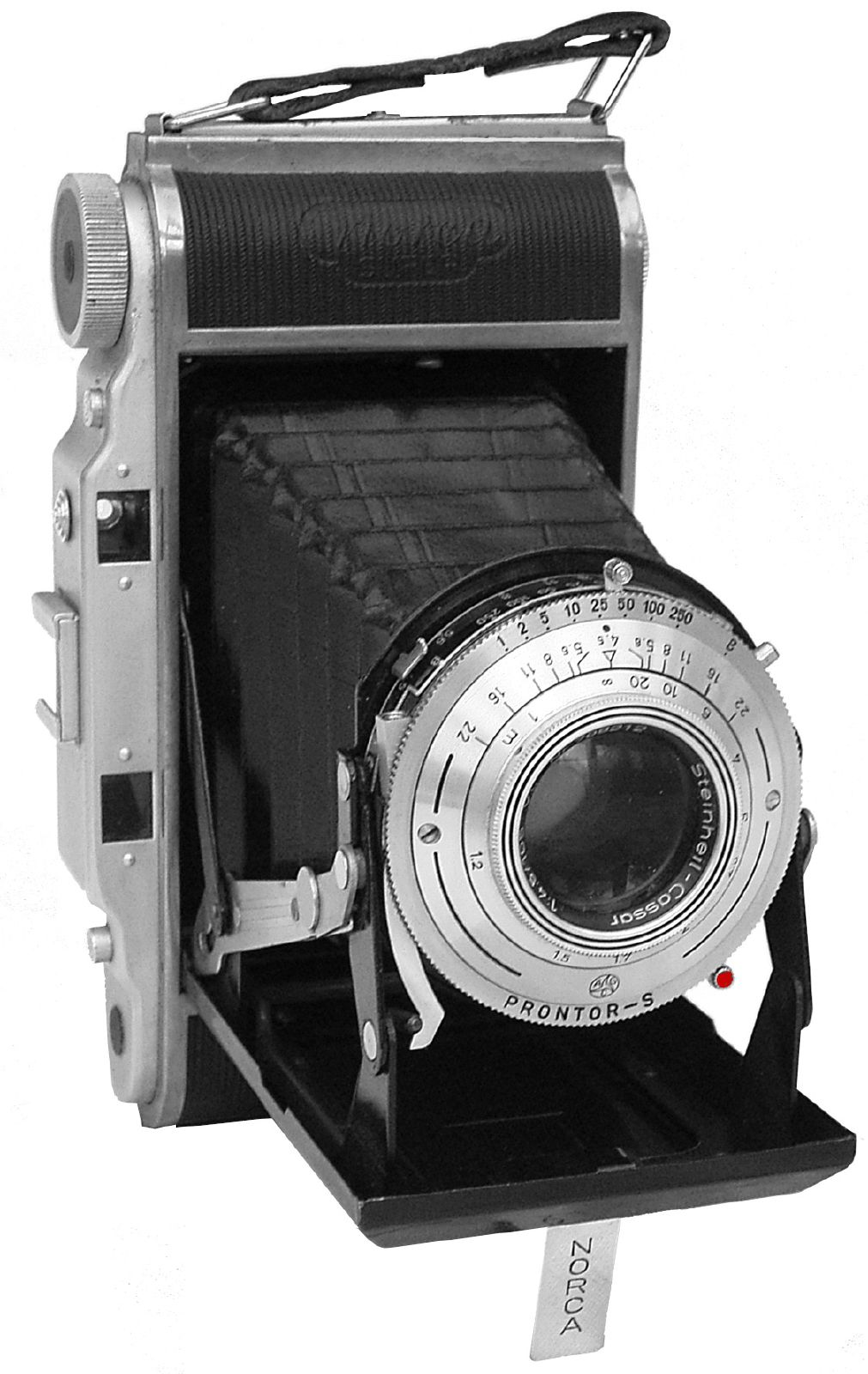
Cassar 1:4,5/105 mm Objektiv an einer Braun Norca, ca. 1952

#### Objektive für Fotokameras
Steinheil war ein bekannter Hersteller von Objektiven für die Fotografie. Wichtige frühe Beiträge waren die Erfindungen des Aplanaten (ca. 1866) und des Doppel-Anastigmaten (Unofocal). Steinheil-Anastigmaten der Marke Actinar (z. B. 1:4,5/13,5 cm) oder das Cooke-Triplet Triar finden sich in alten Balgen- und Boxkameras. Das Unofocal (z. B. 1:4,5/19,5 cm) wurde auch in selbst hergestellten Plattenkameras verbaut.
Nach dem Zweiten Weltkrieg stattete Steinheil Kameras von Firmen wie Carl Braun ("Paxette") und ADOX mit Fest- teilweise auch mit Wechselobjektiven aus (z. B. der Marken Cassar und Cassarit).
Seit den späten 1940er bis in die 1970er Jahre wurden zudem umfangreiche Serien an Wechselobjektiven für die Ihagee Exakta bzw. mit dem Standard-Objektivgewinde M42 gefertigt (Quinaron, Quinon, Quinar, Tele-Quinar, Culminar, Cassar, Cassaron, Culmigon, Cassarit, Macro-Quinaron, Macro-Quinon, Macro-Quinar, Makro-Cassarit, Exagon, Tele-Exaktar). Auch für den Gewindeanschluss der Leica (M39x28Gg.) wurden Objektive hergestellt (z. B. ein Culminar 1:4,5/135) und auch selbst vertrieben.
Zu den skurrileren Produkten gehört ein 1:2,5/12,5 mm Objektiv für die in einer Digital-Armbanduhr untergebrachte Spionagekamera der Firma SIPE, Krefeld.

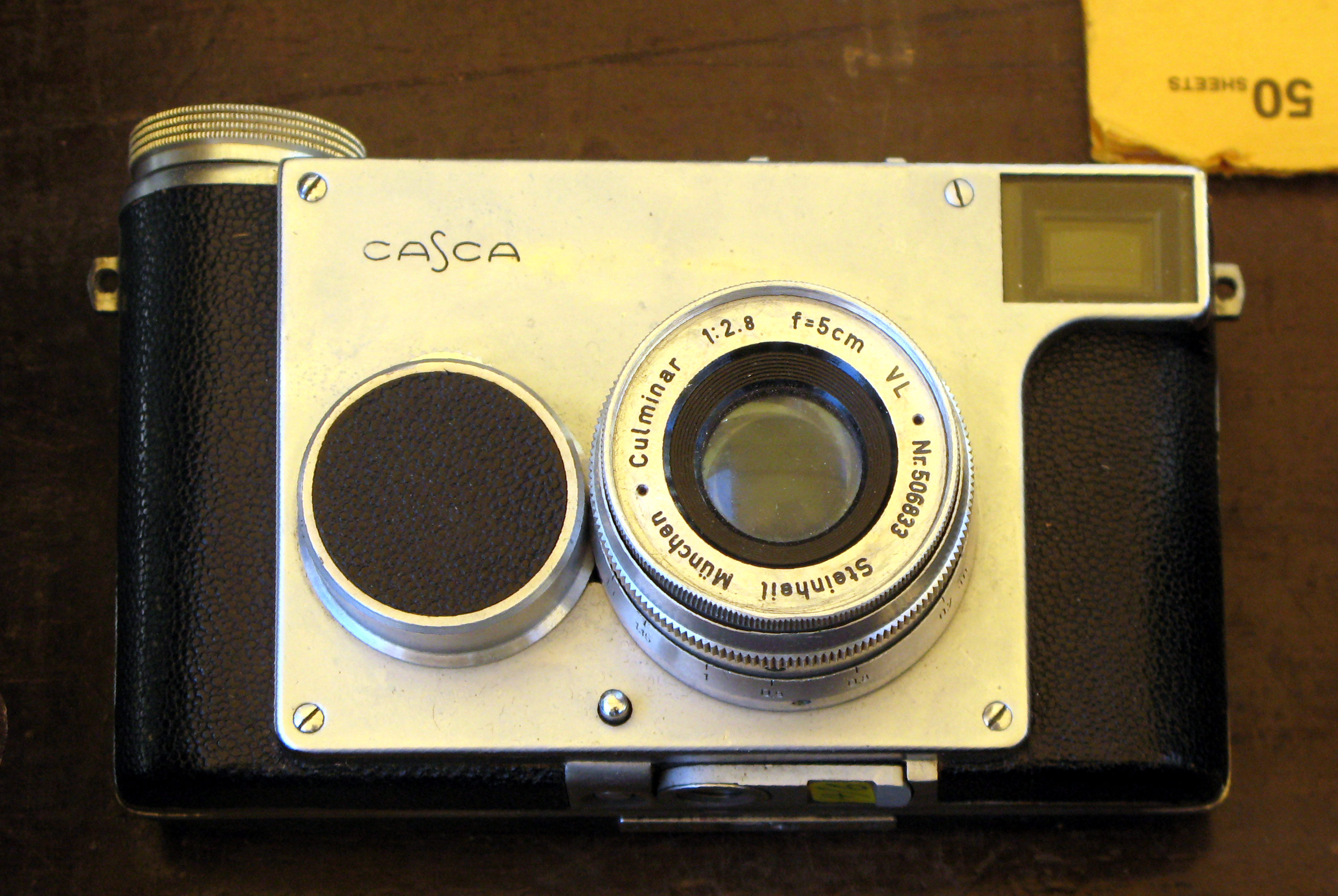
Steinheil-Casca mit Culminar-Objektiv (1948)
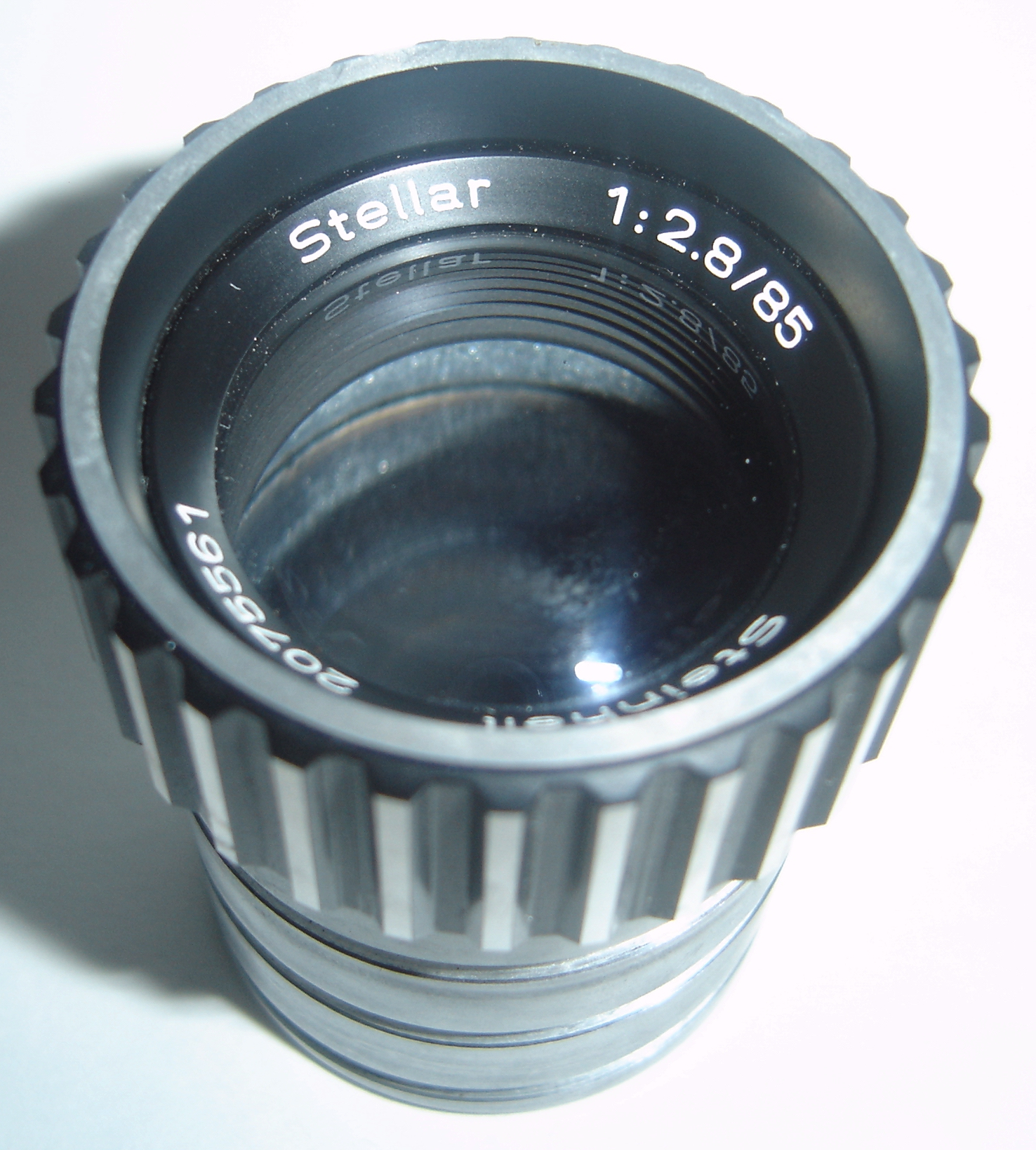
Projektionsobjektiv Stellar für Diaprojektoren
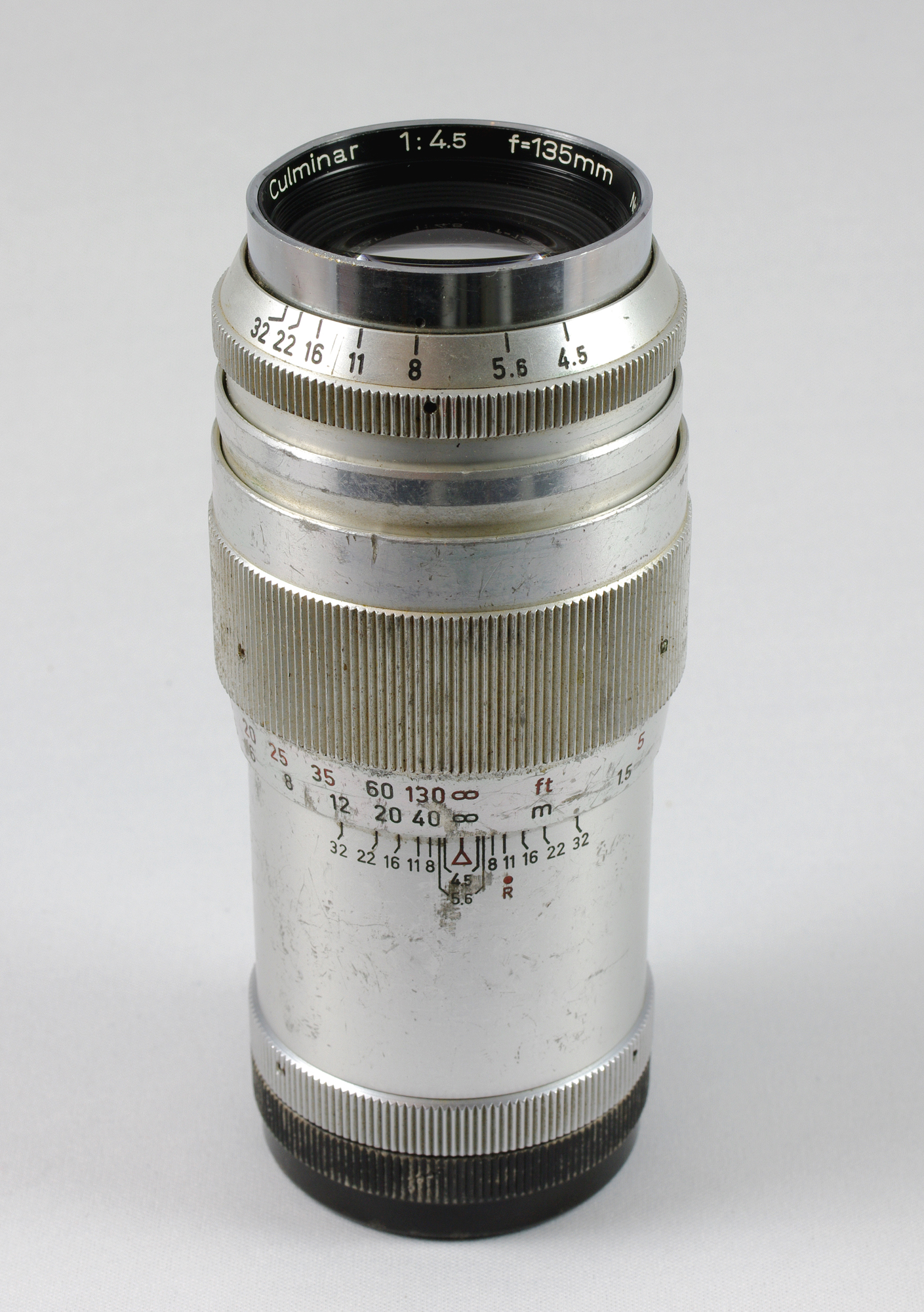
Teleobjektiv Culminar 1:4,5/135 mm mit M42-Gewinde
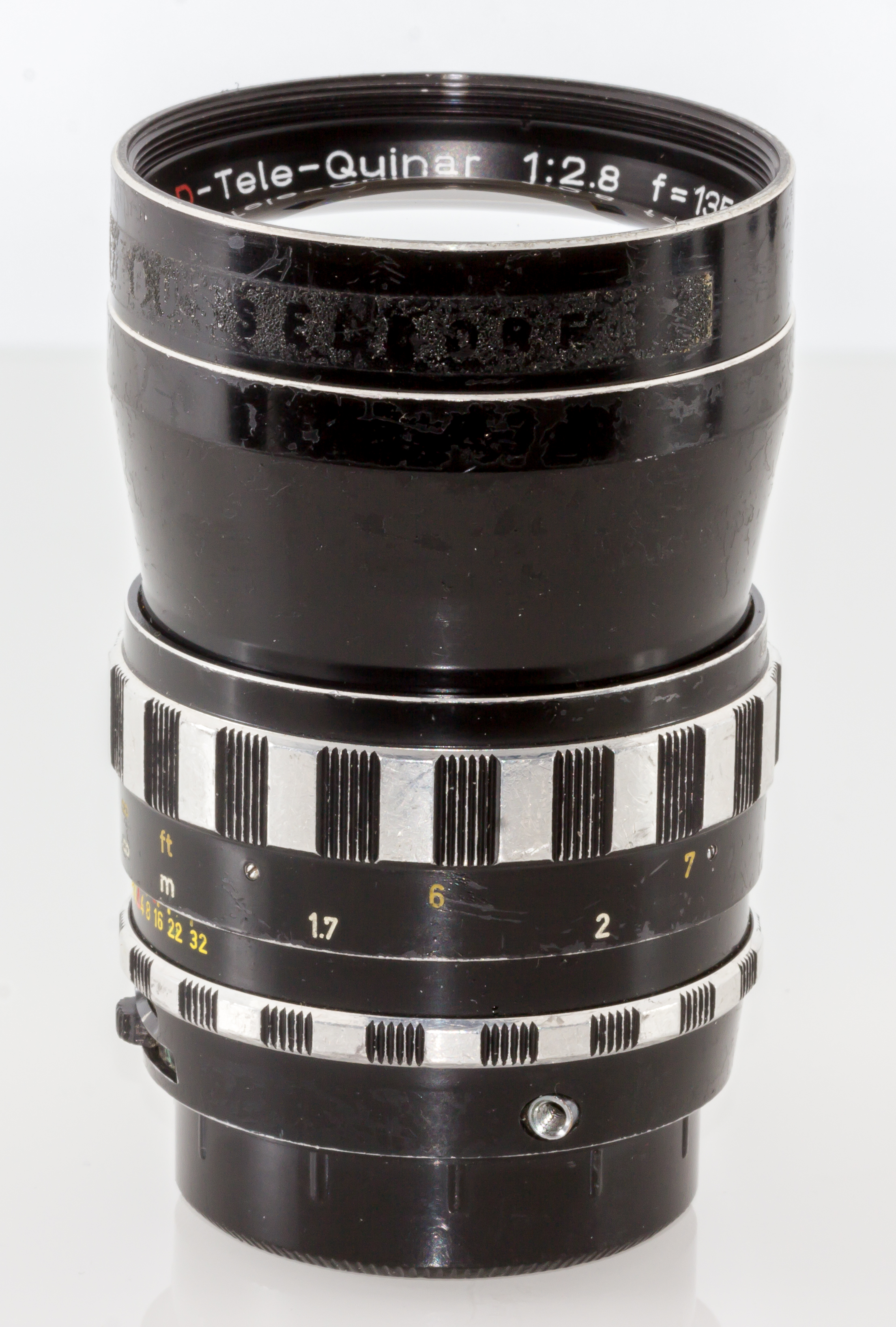
Teleobjektiv Auto-D-Tele-Quinar 1:2,8/135 mm mit M42-Gewinde

#### Objektive für Filmkameras
Für die Filmkamera Nizo-Exposomat wurden das Culminon 1:1,9/13 mm und ein addifocus 26-mm-Objektiv hergestellt.

#### Objektive für Vergrößerungsgeräte
Mit dem Anstieg der Popularität der Kleinbildfotografie (24 × 36 mm) zu Beginn der 1930er Jahre wurden neben den zuvor üblichen Plan- und Rollfilm-Kontaktkopien nun auch großformatige Vergrößerungen dieser Negative verlangt. Steinheil belieferte verschiedene Hersteller und entwickelte rasch ein umfangreiches Sortiment in diesem Bereich. Ab 1950 wurde die Firma Agfa in München mit Steinheil Culminaren für ihren Varioscop Vergrößerer beliefert. Einige wurden unter dem Namen Agfa Magnolar verkauft.

### Kameras
Zu Beginn des 20. Jahrhunderts wurden Plattenkameras hergestellt. Ein Beispiel ist eine Steinheil-Klappkamera, die mit einem Unofokal-Doppelanastigmaten 1:4,8/105 mm ausgestattet war. Die 1948 hergestellte Casca war eine Sucherkamera von Steinheil. Als photographisches Zubehör wurden u. a. Polarisationsfilter und Sonnenblenden produziert.

### Projektionsobjektive für Diaprojektoren und Vergrößerer
Als Objektiv von Diaprojektoren finden sich Varianten des Cassars (Cassar P 1:2,8/80 mm  oder Cassar 1:3,5/150 mm ). An Kleinbilddiaprojektoren der 1960er Jahre gelegentlich zu finden sind Stellar-Projektionsobjektive (z. B. 1:2,8/85 mm).
Das Culminon (z. B. Culminon f 1:4/150) diente auch als Objektiv für fotografische Vergrößerungsgeräte.

### Sonstige optische Geräte
Von Steinheil gibt es Lupen und Ferngläser, z. B. 8×40-Standard-Ferngläser mit Porroprisma. Eine Besonderheit ist ein Monokular (einäugiges Fernrohr) 6x30, das gleichzeitig als Vorsatzlinse einer Kamera dienen kann. Statt eines Normalobjektivs steht dann ein Teleobjektiv zur Verfügung.
In der neueren Produktion finden sich weiterhin Kameras zum Abfotografieren der Bildschirmdarstellungen von Oszillografen (Oscillophot) und Militäroptiken (z. B. Periskope als Rundblickfernrohre für Jagdpanzer).